# Soji
Soji was van 479 tot 500 maripgan (provinciaal heerser) van Silla, een vazalstaat van Koguryo.
Sinds enkele decennia zocht Paekche, een van de Drie koninkrijken van Korea, toenadering met Silla. In 475 viel koning Jangsu van Koguryo, Paekche binnen en veroverde de hoofdstad Wiryeseong, wat leidde tot een tijdelijke terughoudendheid. Op het einde van de vijfde eeuw heerste er in de regio hongersnood.